# Pierre-Marie Gerlier
Pierre-Marie Gerlier (14 de janeiro de 1880 - 17 de janeiro de 1965) foi um cardeal francês da Igreja Católica Romana. Ele serviu como arcebispo de Lyon desde 1937 até sua morte, foi primaz da Gália e foi elevado ao cardinalato em 1937.

## Biografia
Pierre-Marie Gerlier nasceu em Versalhes, filho de Guillaume Eugène Gerlier e Louise Henriette Anna Fliche. Formou-se em direito na Universidade de Bordeaux em 1912 e atuou como advogado antes de decidir seguir uma carreira eclesiástica. De fato, após trabalhar no tribunal de apelação de Paris, entrou no seminário em Issy para vocações tardias em 8 de dezembro de 1913. Gerlier estudou no seminário em Friburgo antes de servir como oficial do exército francês na Primeira Guerra Mundial, durante o qual foi ferido e capturado. Depois de voltar a França, foi condecorado com a Croix de Guerre. Então retornou ao Seminário de Issy-les-Moulineaux. Recebeu o diaconato em 18 de dezembro de 1920, do Cardeal Louis-Ernest Dubois, arcebispo de Paris, na Igreja de São Sulpício, em Paris.
Ordenado ao sacerdócio em 29 de julho de 1921, pelo Cardeal Dubois, também na Igreja de São Sulpício. Fez trabalho pastoral em Paris, onde também foi o diretor arquidiocesano das Obras Católicas.
Em 14 de maio de 1929, Gerlier foi nomeado bispo de Tarbes e Lourdes pelo papa Pio XI. Ele recebeu sua consagração episcopal no dia 2 de julho do cardeal Louis-Ernest Dubois, com Benjamin Roland-Gosselin, bispo-coadjutor de Versalhes, e Maurice Dubourg, bispo de Marselha, servindo como co-consagradores, na Catedral de Notre Dame.
Gerlier foi nomeado Arcebispo de Lyon em 30 de julho de 1937 e foi criado Cardeal-presbítero de Ss. Trinità al Monte Pincio por Pio XI no consistório de 13 de dezembro, recebendo o barrete três dias depois. Como arcebispo de Lyon, ele detinha o título honorário de primaz da Gália. De 1945 a 1948, atuou como vice-presidente da Conferência Episcopal Francesa. Legado papal para o Congresso Mariano Nacional, Lyon (1954), e o Congresso Eucarístico Nacional, Lyon (1959). Em 1954, foi condecorado com a Légion d'Honneur pelo presidente René Coty. 
Durante a Segunda Guerra Mundial, Gerlier era um apoiador do Marechal Pétain e instou seu rebanho a apoiar o líder. No entanto, ele expressou críticas moderadas, mas públicas, às políticas antijudaicas do regime de Vichy. Condenou as deportações de judeus por Pierre Laval para os campos de extermínio nazistas, cujas severas condições ele também se opôs. Além disso, pediu que os institutos religiosos católicos romanos escondessem crianças judias. Com Marc Boegner, o chefe da igreja protestante na França, Gerlier foi presidente honorário da Amitié Chrétienne, uma organização estabelecida em Lyon, em 1941, para defender as vítimas do regime de Vichy. Em 30 de agosto de 1942, as autoridades pressionaram os líderes da Amitié Chrétienne a entregar 108 crianças judias que eles eram suspeitos de remover ilegalmente do campo de Venissieux. Gerlier deu seu apoio aos socorristas e as crianças foram salvas. O cardeal Gerlier também interveio com a Gestapo para obter a libertação de Jean-Marie Soutou, um líder da Amitié Chrétienne que foi preso em janeiro de 1943, encarcerado e interrogado sob suspeita de esconder judeus. Por seus esforços para salvar os judeus durante a Segunda Guerra Mundial, ele recebeu postumamente o título de Justo entre as Nações pelo Yad Vashem em 15 de julho de 1981.
Ele foi um dos cardeais eleitores do conclave de 1939 (no qual ele foi considerado papabile), que selecionou o papa Pio XII, e participou novamente do conclave de 1958, que resultou na eleição do papa João XXIII. Vivendo o suficiente para participar apenas das três primeiras sessões do Concílio Vaticano II, Gerlier também foi cardeal eleitor no conclave de 1963, que escolheu o papa Paulo VI.
O Cardeal Gerlier morreu de um ataque cardíaco em Lyon, aos 85 anos. Ele está enterrado no coro da Catedral de Lyon.

## Outras ações
- Ele defendeu o movimento Padres operários[8] e o ecumenismo, inclusive endossando a Comunidade de Taizé.[9]
- Em 1950, Gerlier descreveu o filme Caroline chérie, estrelado pela sex symbol francesa Martine Carol, como "uma exibição escandalosa de vício".[10]
- Ele recebeu a conversão de Édouard Herriot ao catolicismo no leito de morte em 1957.[11]